# Alice Furlong
Alice Furlong (Old Bawn, 26 de novembre de 1866 – 1946) va ser una escriptora de contes, poeta i activista política irlandesa. També va treballar en publicacions irlandeses junt amb Douglas Hyde, que més endavant presidiria el país.

## Biografia
Va néixer a Old Bawn, prop de Tallaght, al comtat de Dublín. Era filla del periodista esportiu John Furlong. Es va formar com a infermera a l'Hospital Dr Steevens. En la dècada del 1890, el seu pare va sortir ferit en un accident d'una cursa i va acabar a la sala on atenia ella. Poc després, va morir el pare, i la mare dos mesos més tard. Les seves primeres contribucions literàries van ser amb 16 anys a l'Irish Monthly.
El 1899, Furlong va publicar Roses and Rue, ben valorat per Stopford Brooke, entre d'altres, i el 1907 Tales of Fairy Folk i Queens and Heroes. Els seus versos van aparèixer en diverses antologies. Va col·laborar en nombroses revistes, com ara Irish Monthly, Weekly Freeman, Chambers's Journal i Shan Van Vocht, dirigit per Alice Milligan i Anna Johnston (Ethna Carbery). Passat el 1916, va posar-se a estudiar irlandès, i als anys 20 va publicar-hi i traduir-hi poemes, i va sumar Irish Press a la llista de revistes en què va col·laborar.
El 1900, va fundar l'organització revolucionària femenina d'Inghinidhe na hÉireann, que Maud Gonne va dirigir. Furlong va ser elegida vicepresidenta de l'associació, talment com Jenny Wyse Power, Annie Egan i Anna Johnston.
Dues de les seves germanes, Katherine i Mary, també van escriure poesia, però van morir jóvens; mentre que una altra germana, Margaret, es va casar amb el compositor PJ McCall.